# Ghiacciaio Mondor
Il ghiacciaio Mondor (in inglese Mondor Glacier) è un ghiacciaio lungo circa 5,8 km situato sulla costa della penisola Trinity, nella parte settentrionale della Terra di Graham, in Antartide. Il ghiacciaio, il cui punto più alto si trova 285 m s.l.m., fluisce in direzione sud-ovest a partire dal vertice del ghiacciaio Deposito fino a raggiungere la baia di Duse. Questo ghiacciaio occupa, assieme al ghiacciaio Deposito, la depressione presente tra la baia Speranza e la baia di Duse che segna il confine settentrionale della penisola Tabarin.

## Storia
Il ghiacciaio Mondor fu mappato dal British Antarctic Survey, che all'epoca si chiamava ancora Falkland Islands and Dependencies Survey (FIDS), tra il 1946 e il 1956 e fu quindi così battezzato dallo stesso FIDS in associazione con la penisola Tabarin. Quest'ultima era stata così rinominata in onore dell'Operazione Tabarin, la quale aveva preso a sua volta il nome dal tabarin parigino chiamato Bal Tabarin. Nel racconto "Recueil General des Oeuvres et Fantaisies de Tabarin", Tabarin è il pagliaccio che attrae la folla alla bancarella dove Mondor vende le sue finte medicine.